# Garcinia yunnanensis
Garcinia yunnanensis là một loài thực vật có hoa trong họ Bứa. Loài này được Hu mô tả khoa học đầu tiên năm 1940.